# Средоземна клима
Средоземна или медитеранска клима је свака клима која наликује клими земаља медитеранског басена који чини половину површине с тим типом климе широм света.

## Распрострањеност
Осим подручја уз Средоземно море, овај климатски тип превладава у западним деловима Северне Америке, у деловима Западне и Јужне Аустралије, на југозападу Јужноафричке Републике и у средишњим деловима Чилеа.
Средоземна клима се формирала под благотворним утицајем Средоземног мора. Она преовлађује у Европи и то на три велика полуострва:
- на Пиринејском полуострву,
- на Апенинском полуострву и
- на Балканском полуострву.

и у уском приморском појасу.

## Одлике
На тим просторима лети преовлађују континенталне ваздушне масе које стижу с југа, из северне Африке, или са севера, са прегрејане копнене масе источне Европе. Зими преовлађују океанске ваздушне масе које доносе циклони с Атлантика.
Климу карактеришу жарка, сува лета (средње јулске температуре износе од 19 °C до 36 °C) и благе, влажне зиме (средње јануарске температуре износе од 2 °C до 12 °C). Пролеће наступа рано, док је јесен дуга и топла. Снег ретко пада и обично се задржава неколико дана само у северном ободу области.
Средоземну климу одликује велики број ведрих дана у години (Рим – 145, Атина – 114, итд).
Просечна количина падавина је 400 до 600 mm (неке области су полусушне). На пример, у Перту (Аустралија) на јужној хемисфери у зимским месецима од јуна до августа падне 450 mm кише, а просечни дневни минимум износи 8 °C. Током летњих месеци, тј. од децембра до фебруара падне у просеку 32 mm падавина месечно.

## Физичкогеографска регија
Граница до које допире утицај Средоземног мора, тј. средоземна клима, одређује физичкогеографску регију која се назива Средоземље или Медитеран (латинска реч са значењем „средоземни”). Ова физичкогеографска регија обухвата острва, обалу и приобаље (залеђе) Средоземног мора, а дубље у копно залази дуж речних долина.
Током историје Средоземље је било средиште више великих царстава и цивилизација, о чему сведочи разноликост култура на његовим обалама.

## Максимуми
Зоне средоземне климе повезане су с пет великих суптропских подручја високог притиска над океаном, азорским максимумом, јужноатлантским максимумом, севернопацифичким максимумом, јужнопацифичким максимумом и индијскоокеанским максимумом. Ови простори високог притиска помичу се у смеру полова током лета, а према екватору током зиме, играјући главну улогу у формирању светских тропских пустиња и зона медитеранске климе смештене поларније од пустиња. На пример, азорски максимум је повезан са Сахаром и климом медитеранског басена. Јужноатлантски максимум је слично повезан с пустињом Намиб и средоземном климом западног дела Јужне Африке. Севернопацифички максимум је повезан с пустињом Сонора и калифорнијском климом, док је јужнопацифички максимум повезан с пустињом Атакама и климом средишњег Чилеа. Индијскоокеански максимум је повезан с пустињама западне Аустралије (Велика пешчана пустиња, Велика Викторијина пустиња и Гибсонова пустиња) и средоземном климом југозападне, јужне и средишње Аустралије.

## Клима-зонална вегетација
Биом средоземних шума и грмља уско је повезан с медитеранским климатским зонама. За овај биом јединствене су склерофилне заједнице које се у медитеранском басену називају макија и гарига, чапарал у Калифорнији, маторал у Чилеу, финбос у јужној Африци, и мале и куонган у Аустралији. Водене заједнице у регијама са средоземном климом прилагодиле су се годишњем циклусу у којем абиотички еколошки фактори тока популације и структуре заједнице доминирају током поплава, док биотички еколошки фактори (нпр. компетиција и предација) постају све важнији током опадања наноса. Последица тога је способност ових заједница на врло брзи опоравак након суша, поплава и пожара.